# Café de Honduras

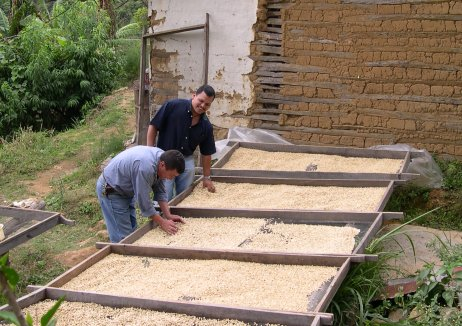
Proceso del café en Honduras

Honduras es desde inicios del siglo XIX uno de los principales productores y exportadores de café en el mundo en las diferentes variedades, generalmente en la variedad de alta calidad, café arábica.
Los diferentes ecosistemas permiten que los cultivos de café se den a lo largo y ancho del país, y llegan a cultivarse inclusive en las Islas de la Bahía. Debido a la ubicación geográfica de Honduras, su café es de los mejores producidos en América y de los más demandados en Europa, al igual que el cacao.

## Historia
El café llegó a América con los inmigrantes europeos en el siglo XVIII y ellos introdujeron su cultivo en Centroamérica y Sudamérica. 
Uno de los primeros lugares en los que se sembro el café en Honduras fue Manto, Olancho.
Durante el gobierno del cuarto presidente de Honduras, Coronado Chávez se aprobó un decreto para apoyar y regular el cultivo del café. Durante el gobierno de Marco Aurelio Soto se legisló para otorgar tierras a todos los cultivadores de café, caña de azúcar, jiquilite y cacao.

### Variedades producidas
En Honduras produce en un 100 % la variedad de café arábica y está prohibido por ley el cultivo de la variedad de café de baja calidad llamada café robusta.
Las principales variedades de café arábica producida en Honduras son “Coffea arabica var. Típyca” y “Coffea arabica var. bourbon” cultivadas en la mitad de las plantaciones, 
El cultivo de la variedad café robusta (de baja calidad y fuerte acidez) está prohibida por ley en varios países de Centroamérica y sólo se puede cultivar con fines de estudio, esta variedad es la utilizada para producir cafés instantáneos en polvo.

## Zonas de cultivo
| Posición | País      | Sacos de 60 kg (en miles) |
| -------- | --------- | ------------------------- |
| 1        | Brasil    | 55 000                    |
| 2        | Vietnam   | 25 500                    |
| 3        | Colombia  | 14 500                    |
| 4        | Indonesia | 11 491                    |
| 5        | Etiopía   | 6600                      |
| 6        | Honduras  | 5934                      |
| 7        | India     | 5333                      |
| 8        | Perú      | 4222                      |
| 9        | Uganda    | 3800                      |
| 10       | Guatemala | 3500                      |
|          | Mundial   | 153 869                   |

El café es cultivado en 280 mil hectáreas (2800 kilómetros cuadrados) que se encuentran distribuidas en 14 departamentos del país, siendo su principal productor el departamento de El Paraíso.
- El Paraíso
- Santa Bárbara
- Comayagua
- Copán
- Olancho
- La Paz

## Industria del café
El café es el principal producto de exportación agrícola de Honduras y representa cerca de la mitad de las exportaciones agropecuarias y alrededor del 20% del total de las exportaciones de Honduras. 
El café representa en el comercio mundial el primer producto natural de exportación más vendido. El 60 % del café producido en Honduras es cultivado por pequeñas empresas conformadas por 89 mil caficultores.

### Exportación de café
Más de la mitad del café producido en Honduras es exportado a Europa, siendo su principal importador Alemania, a la que se exportan más de 40 millones de kilogramos de café anualmente con un valor superior a los 40 millones de dólares, seguidos de Bélgica e Italia. Otros destinos son Estados Unidos y Japón.